# Белизель, Нажуа
Нажуа Белизель (фр. Najoua Belyzel; настоящая фамилия — Мазури (фр. Mazouri); род. 15 декабря 1981, Нанси) — французская певица марокканского происхождения, работающая в жанре «поп-рок» и «электро-поп».
В 2001 году в составе группы «Бенуа» она познакомилась с Кристофом Касанаве, с которым с тех пор продюсирует, сочиняет и пишет все свои песни. Наибольший успех пришел к ней в 2006 году с песней Gabriel, из своего дебютного альбома Entre deux mondes, ставшем бриллиантовым.
После того как второй альбом Au féminin не имел ожидаемого успеха, Нажуа Белизель и Кристоф Казанаве основали собственную музыкальную издательскую компанию Éditions Gabriel. Третий альбом певицы, Rendez-vous... De la Lune au Soleil, вышел спустя почти 10 лет после выхода предыдущего, в начале 2019 года на лейбле Warrior Records.

## Биография
Нажуа родилась в семье отца-марокканца и матери-египтянки, и жила с тремя сестрами и двумя братьями. Её имя имеет ливанское происхождение.
Уже в 13 лет Нажуа начала писать собственные песни. Её родители хотели, чтобы она получила хорошее образование, и она в 2001 году поступила в университет Нанси на юридический факультет.
Отучившись год на юрфаке, Нажуа случайно откликнулась на рекламу в интернете о поиске молодых певиц. В 2002 году она отправилась в Париж и прошла кастинг, став четвёртой участницей музыкального проекта «Бенуа» (Benoît). Одним из молодых продюсеров группы стал Кристоф Касанаве, ставший впоследствии ее соавтором и композитором, и уже известный по своим работам со Стивом Эстатофом и Марком Лавуаном.
Группа успела выпустить только два сингла «Tourne-toi Benoît» и «Comme Casanova», однако вскоре коллектив распался, так как только первый из них получил коммерческий успех, в основном, благодаря своему провокационному содержанию, связанному с гомосексуальностью.
Опыт работы в группе вдохновил ее, и с тех пор она и ее партнер Кристоф Касанаве работают вместе. После этого она сняла клип на свое первое демо «Née de l'amour et de la haine», которое затем вошло в ее второй альбом. Затем она работала с Кристофом над песней Stella, которую они написали для Стива Эстатофа и которую Нажуа включила в свой первый альбом.

### Entre deux mondes… En équilibre(2006)

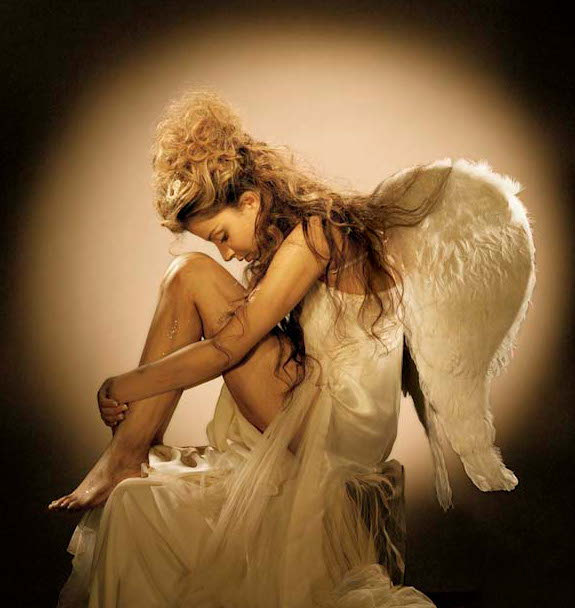
Фото 2006 года

Первым большим успехом Нажуа на эстраде стал сингл «Gabriel» (релиз 21 ноября 2005 года), который был очень хорошо принят не только во Франции, но и во многих других странах, притом не только франкоговорящих. Закономерным продолжением стал выпуск 29 мая 2006 года полноценного альбома «Entre deux mondes» (в отдельных вариантах выпуска имел полное название «Entre deux mondes en équilibre»).
По словам певицы, эта песня имеет несколько смыслов: Нажуа написала песню о страсти и безответной любви, где женщина сталкивается с любовью Бога к любимому мужчине, отчаянным поиском Другого. Вопреки мнению некоторых людей, услышавших текст, эта песня написана вовсе не на тему бисексуальности, как она отмечала в своих интервью. Однако она считает, что каждый может интерпретировать песню по-своему.
В самом альбоме Нажуа затрагивает целый ряд тем, включая веру (Je ferme les yeux, второй сингл), шизофрению (Comme toi, третий сингл), педофилию (Docteur Gel), войну в Ираке (Rentrez aux USA) и свое разочарование от приезда в Париж (Bons baisers de Paris). В альбоме преобладает электропоп, есть несколько баллад, например, Des maux mal soignés, довольно мрачная композиция, и менее меланхоличные песни, такие как L'Écho du Bonheur.
Критики увидели в ней новую гей-икону (из-за текста песни Gabriel) и сравнили ее мир с миром Милен Фармер. Клип на песню Gabriel снимался в том же месте, что и клип Милен Фармер на песню Je te rends ton amour, что вызвало многочисленные сравнения в прессе. Однако Нажуа в нескольких интервью заявила, что это просто совпадение.
Благодаря успеху своего дебютного альбома Нажуа была номинирована на премию NRJ Music Awards в 2007 году в категории "Франкоязычный новичок года". 4 июля 2007 года она выступила с концертом в Scène Bastille, исполнив композиции с альбома, а также кавер-версии на песни One of Us Джоан Осборн и Zombie группы The Cranberries.

### Au féminin(2009)
В преддверии выхода нового альбома 10 сентября 2007 года вышел сингл «Quand revient l'été». Выпуск нового альбома (изначально известного под названием «Moderato Cantabile»), планировался на ноябрь 2009 года. Окончательным названием второго студийного альбома стал «Au féminin». Публике уже была представлена песня «Viens, Viens» — новая версия песни Мари Лафоре, исполненной ранее в 1973 году.
В марте 2009 года артистка вернулась с синглом «La bienvenue». В видеоклипе, опубликованном в сети в январе 2009 года, Нажуа играет роль манекена, который оживает, но обнаруживает жестокость человеческого мира и предпочитает вернуться к жизни манекена. В клипе также появляется персонаж Габриэль, у которого оторваны крылья. Видеоклип транслировался на музыкальных каналах с 5 февраля, и стал доступен для легального скачивания 13 февраля. Сингл достиг 2-го места в чарте цифровых продаж и поднялся до 9-го места в чарте физических продаж. Это третий сингл артистки, попавший в топ-10, после синглов «Gabriel» (2005) и «Quand revient l'été» (2007).
Альбом «Au féminin» поступил в продажу восемь месяцев спустя, 30 ноября 2009 года, после трех лет постоянных переносов. Задержка с выходом альбома была связана с компьютерной ошибкой, из-за которой пришлось заново свести пять треков, потерявших инструментальную часть. За альбомом последовали два сингла: «M (Hey Hey Hey)» (декабрь 2009 года и 20-е место в топ-50 по физическим продажам) и «Ma Sainte Nitouche» (февраль 2010 года).
Во Франции альбом не был издан. Однако в марте 2010 года он был выпущен в Канаде на лейбле «Exact Records» в 16-трековом варианте. Сингл «M (Hey Hey Hey)» получил широкую популярность в Квебеке, и был принят лучше, чем во Франции. Затем Нажуа хотела предложить выпустить песню «Ma vie n'est pas la tienne» синглом для продвижения альбома, особенно во Франции, но в итоге от этого проекта отказались.

### Уход изScorpio Music, релизRendez-vous... De la Lune au Soleil(2019)
В мае 2010 года Нажуа Белизель расторгнула контракт со своим лейблом Scorpio Music, в результате чего выпуск ее альбома Au féminin был приостановлен. 18 и 19 июня 2010 года она выступала с Марком Лавуаном во Дворце спорта в Париже, где исполнила песню La Fiancée. Получив три предложения от звукозаписывающих лейблов, она начала работу над своим следующим альбомом, который, по сообщениям СМИ, должен был называться S.O.S., и который, как она надеялась, выйдет в 2011 году.
30 августа 2014 года певица анонсировала выпуск своего третьего студийного альбома, который будет называться «De la Lune au Soleil». Его выпуск был намечен на 2015 год. Стартовая композиция «новой эры» Нажуа под названием «Rendez-Vous» стала доступной 7 сентября. При этом в списочный состав нового альбома эта песня не вошла.
Таким образом, первым синглом с третьего альбома необходимо считать композицию «Que sont-ils devenus?», клип на которую был представлен публике 4 декабря 2014 года. Хотя певица решила не выпускать новый альбом в декабре (коммерчески наиболее выгодном месяце для старта), она активно появлялась в СМИ с обширными интервью. В одном из них она заявила о том, что имеет на руках предложения от нескольких звукозаписывающих компаний и теперь размышляет над тем, под чьей эгидой выпустить альбом «De la Lune au Soleil».

## Дискография

### Альбомы
- 2006 — Entre deux mondes
- 2009 — Au féminin
- 2014 — De la Lune au Soleil
- 2019 — Rendez-vous... De la Lune au Soleil
- 2021 — Éternelle
- 2024 — Schizophonia

### Синглы
| Год  | Название                         | Франция | Канада (Квебек) | Бельгия | Россия | Германия | Швейцария |
| ---- | -------------------------------- | ------- | --------------- | ------- | ------ | -------- | --------- |
| 2002 | «Tourne-toi Benoît» (с Benoît)   | 16      |                 |         |        |          |           |
| 2002 | «Comme Casanova» (с Benoît)      | 79      |                 |         |        |          |           |
| 2005 | «Gabriel»                        | 3       | 1               | 1       | 8      | 62       | 20        |
| 2006 | «Je ferme les yeux»              | 13      | 5               | 21      | 43     |          | 90        |
| 2006 | «Comme toi»                      | 16      |                 | 37      |        |          | 92        |
| 2007 | «Quand revient l'été»            | 10      |                 | 25      |        |          |           |
| 2009 | «La Bienvenue»                   | 9       |                 |         |        |          |           |
| 2009 | «M (Hey hey hey)»                | 20      | 16              |         |        |          |           |
| 2010 | «Ma Sainte-Nitouche»             |         |                 |         |        |          |           |
| 2014 | «Rendez-vous»                    |         |                 |         |        |          |           |
| 2014 | «Que Sont-Ils Devenus ?»         |         |                 |         |        |          |           |
| 2015 | «Luna»                           |         |                 |         |        |          |           |
| 2018 | «Cheveux aux vents»              |         |                 |         |        |          |           |
| 2019 | «Tu me laisses aller»            |         |                 |         |        |          |           |
| 2019 | «Curiosa»                        |         |                 |         |        |          |           |
| 2020 | «Le con qui s'adore» (feat. Bel) |         |                 |         |        |          |           |